# Tuberös skleros

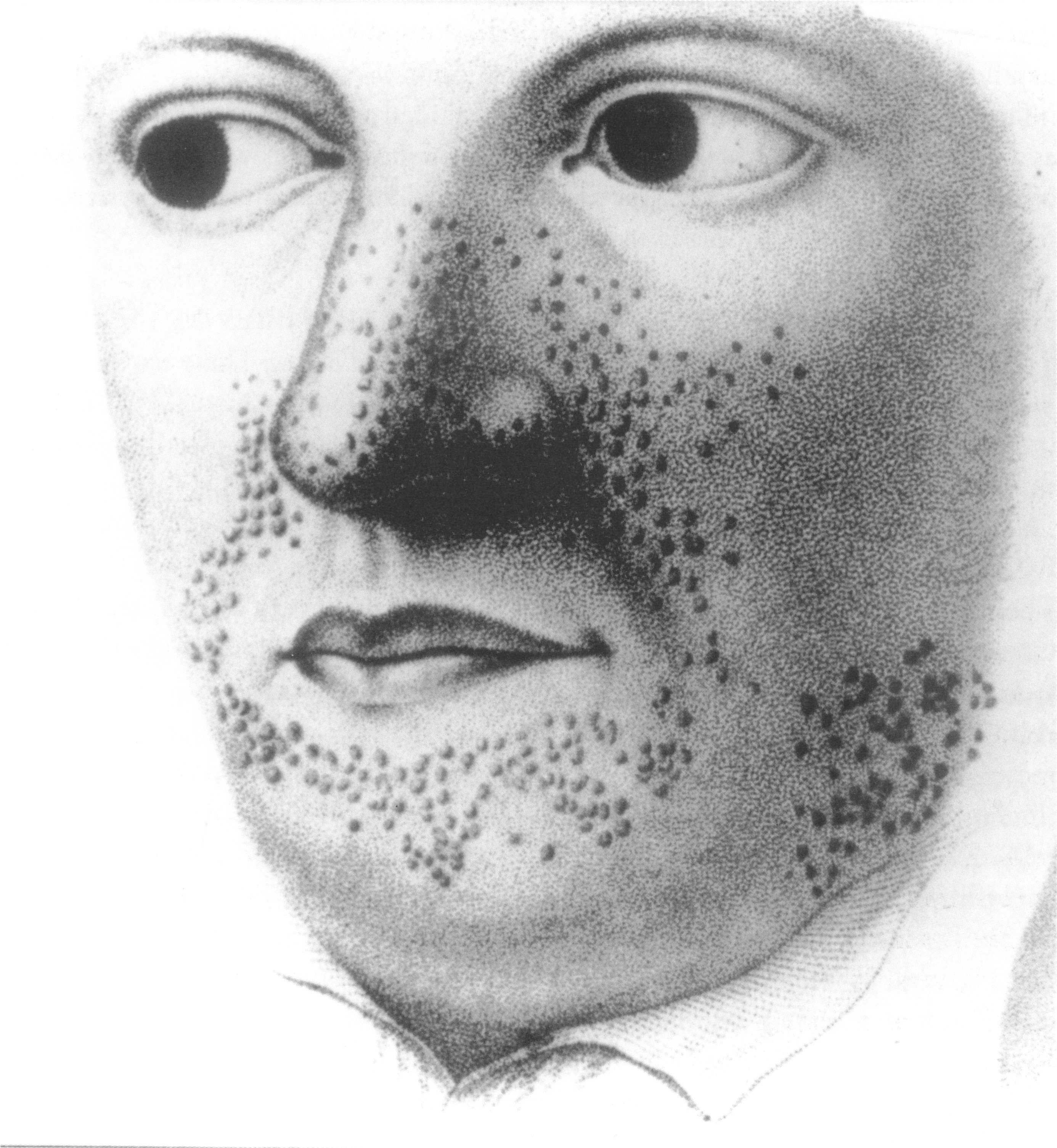

Tuberös skleros eller tuberös skleroskomplexet är en sjukdom som betyder knölig förhårdnad (skleros), syftande på de förändringar i hjärnbarken som ofta orsakas av sjukdomen. Ungefär en av 10 000 nyfödda beräknas ha svår tuberös skleros, och det föds cirka tio barn om året i Sverige med sjukdomsformen. Lindrigare former av tuberös skleros upptäcks inte alltid, vilket innebär att man inte säkert vet hur många som har sjukdomen totalt. 
Orsaken till tuberös skleros är avvikelser i arvsmassan som ger en felaktig cellutveckling i kroppens organ. Sjukdomen är ärftlig. Om en av föräldrarna har tuberös skleros är risken för ett barn att ärva sjukdomen 50 procent. Ofta förekommer dock sjukdomen för första gången i en familj, genom en så kallad nymutation.
Patienter med tuberös skleros har ofta epilepsi. Många patienter har inlärningssvårigheter och autism är också vanligt förekommande. Det är också vanligt med godartade tumörer i njurarna.